# Echinocereus subinermis
Echinocereus subinermis là một loài thực vật có hoa trong họ Cactaceae. Loài này được Salm-Dyck ex Scheer mô tả khoa học đầu tiên năm 1856.

## Hình ảnh

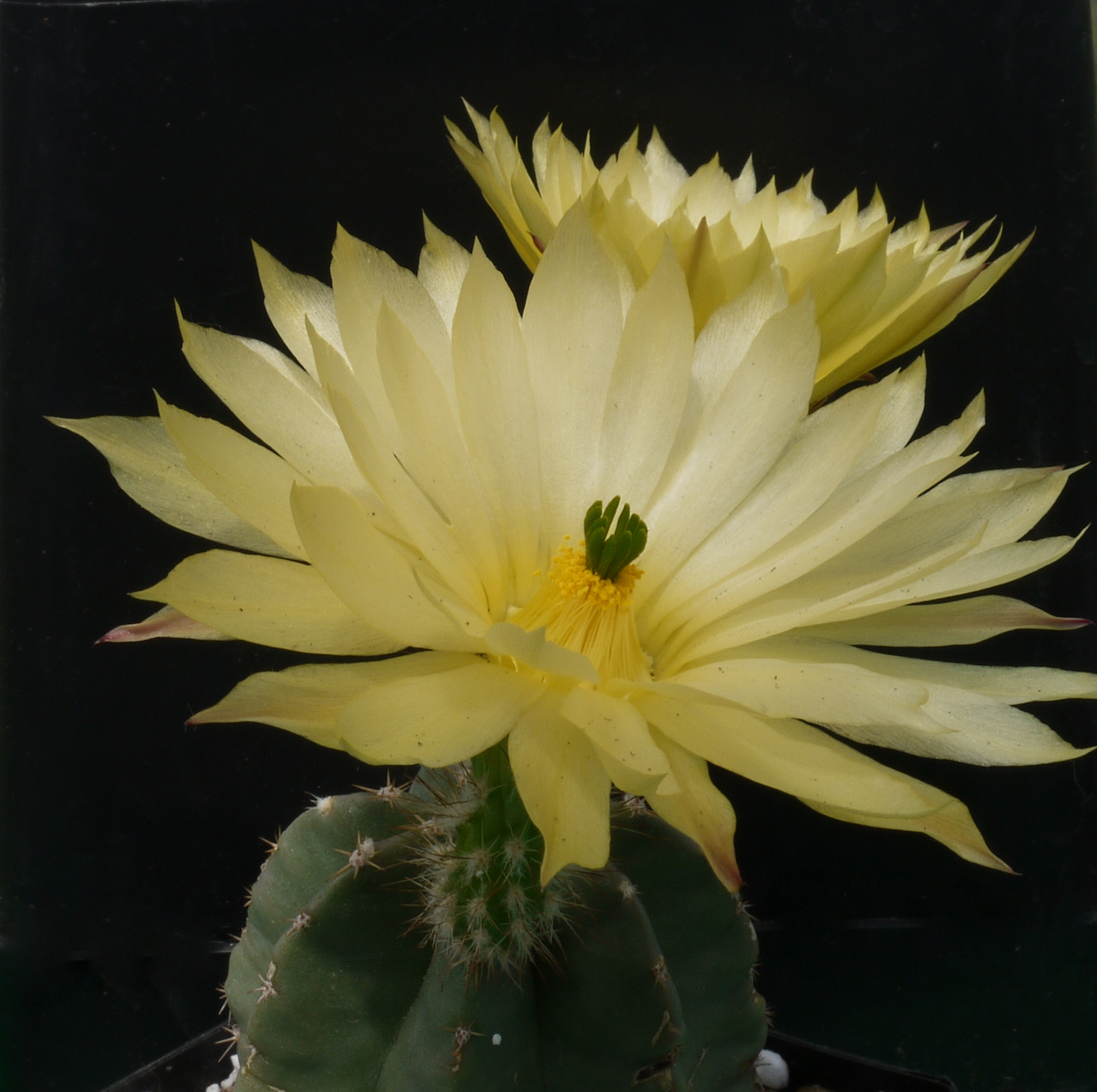
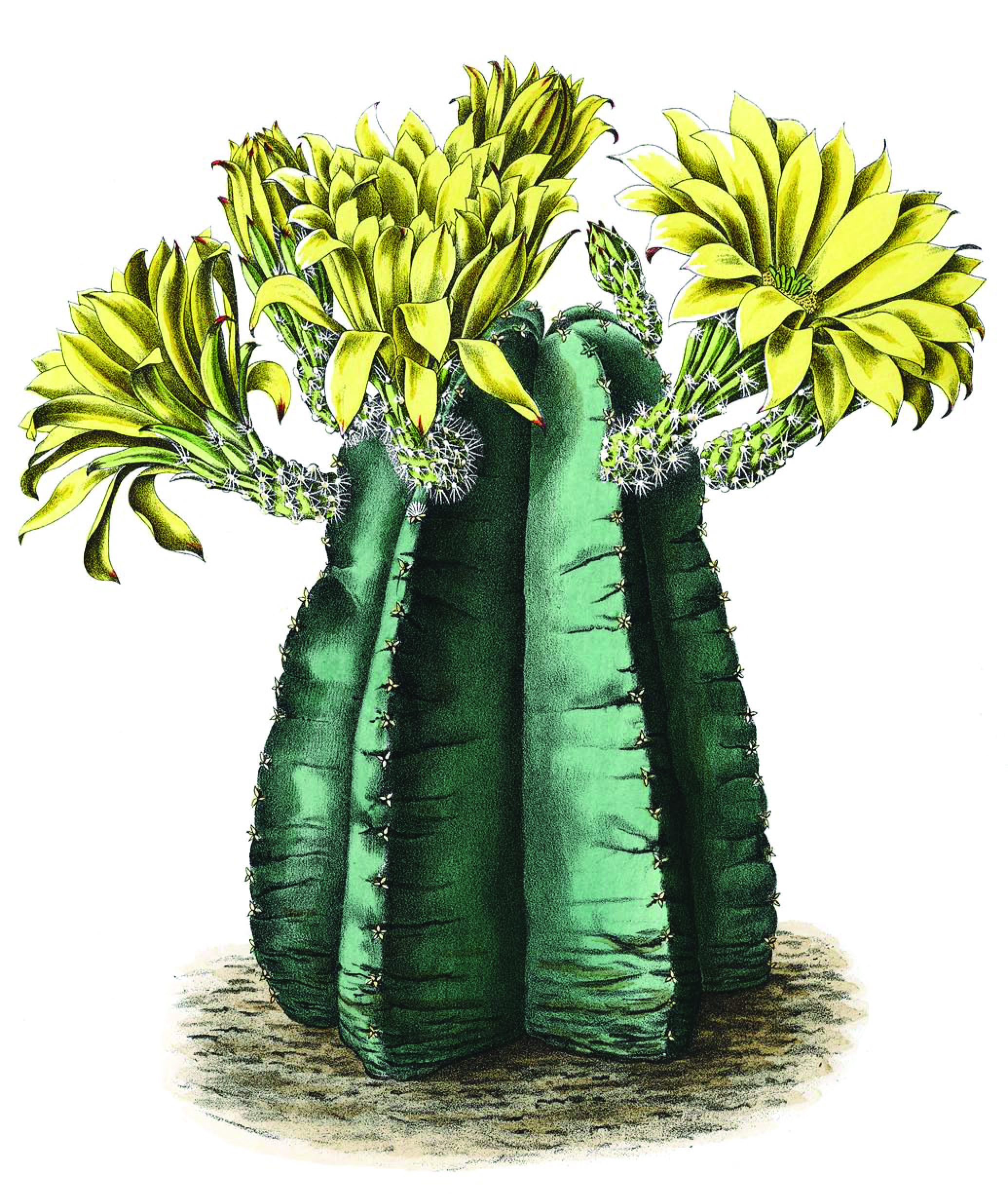